# Friesoythe
Friesoythe (saterfrisiska: Ait) är en stad i distriktet Cloppenburg i den tyska delstaten Niedersachsen. Staden är belägen vid floden Soeste och har cirka 23 000 invånare.
Friesoythes stadsvapen visar den under andra världskriget förstörda stadsporten och grevarna Tecklenburgs hjärtan.

## Historia

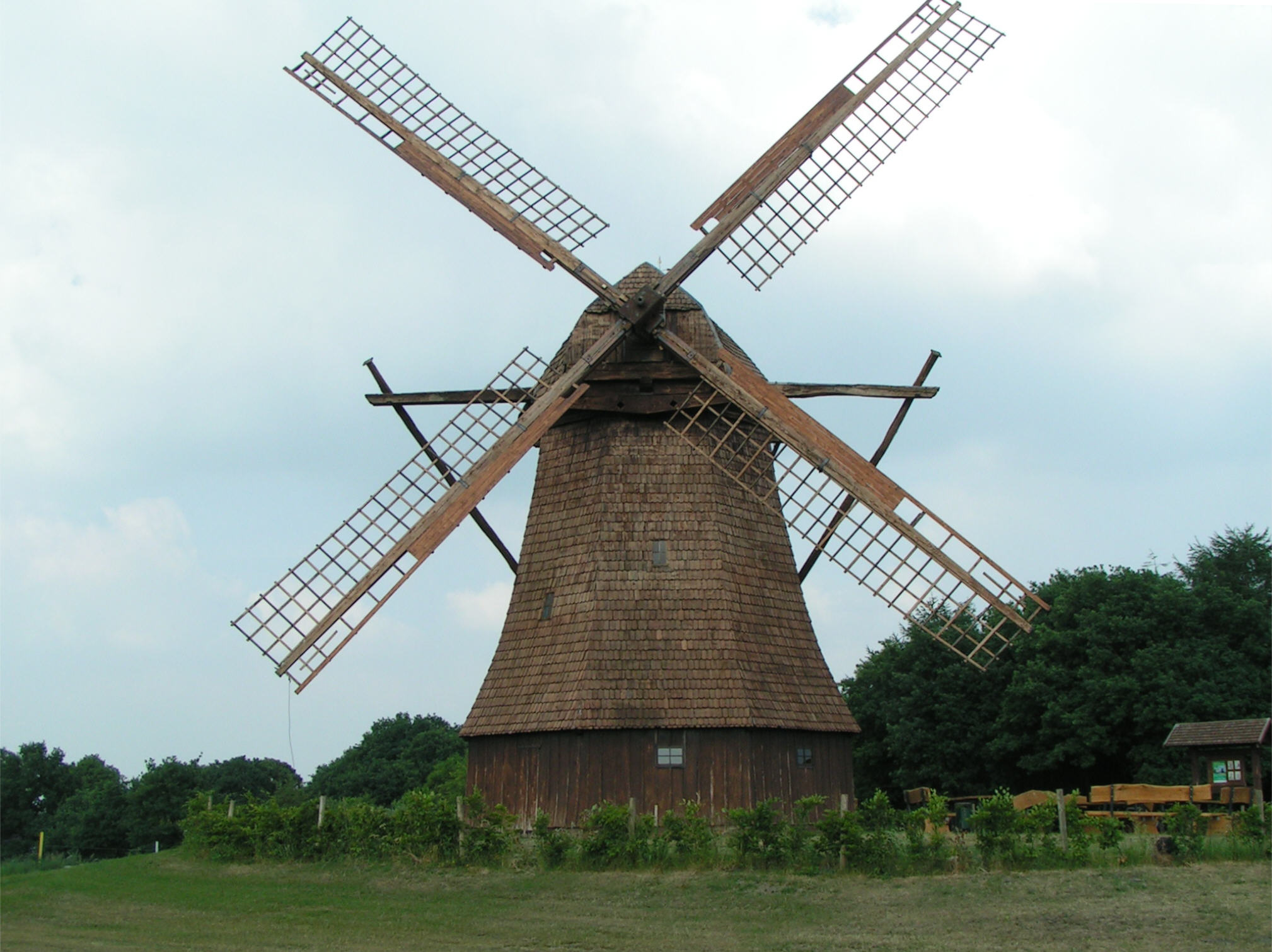
Väderkvarn i Gehlenberg

Friesoythe ligger i det historiska området Oldenburger Münsterland. Borgen i Friesoythe blev 1227 residens för greve Otto I av Tecklenburg och under 1200-talet uppstod staden runt borgen. En stadsmur byggdes och 1308 fick Friesoythe stadsrättigheter. År 1400 tvingades greve Nikolaus II av Tecklenburg att avträda Friesoythe och Saterland till biskopen i Münster.
Bland annat på grund av sitt läge längs huvudvägen från Osnabrück till Ostfriesland blev Friesoythe medlem av Hansan på 1400-talet. År 1803 blev Friesoythe och övriga delar av stiftet Münster en del av hertigdömet Oldenburg. År 1810-1813 blev staden ockuperad av Frankrike. Mellan 1814 och 1934 var Friesoythe ett eget distrikt. I april 1945, i slutet av andra världskriget, förstördes stadens medeltida byggnader till 90%.
Stadens administrativa gränser ändrades senast i samband med 1974 års kommunreform i Niedersachsen då kommunerna Altenoythe, Friesoythe, Markhausen, Neuvrees, Gehlenberg, Thüle och Neuscharrel slogs ihop till nuvarande storkommun.

## Bilder

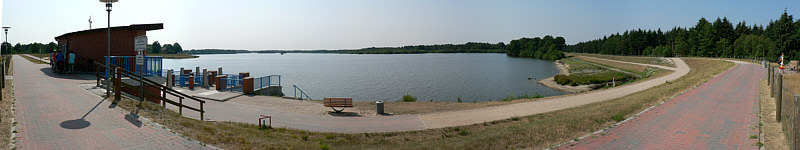
Norra stranden av fritidsområdet Thülsfelder Talsperre i Friesoythe.

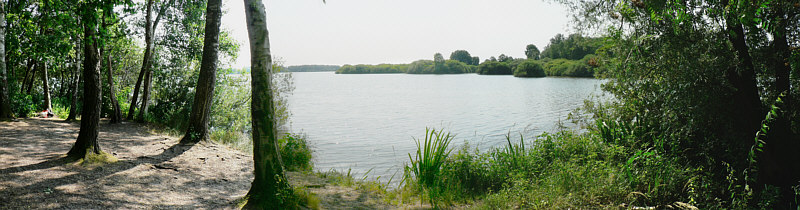
Norra stranden av Thülsfelder Talsperre. Dammen anlades 1924-1927 som skydd mot högvatten från floden Soeste.

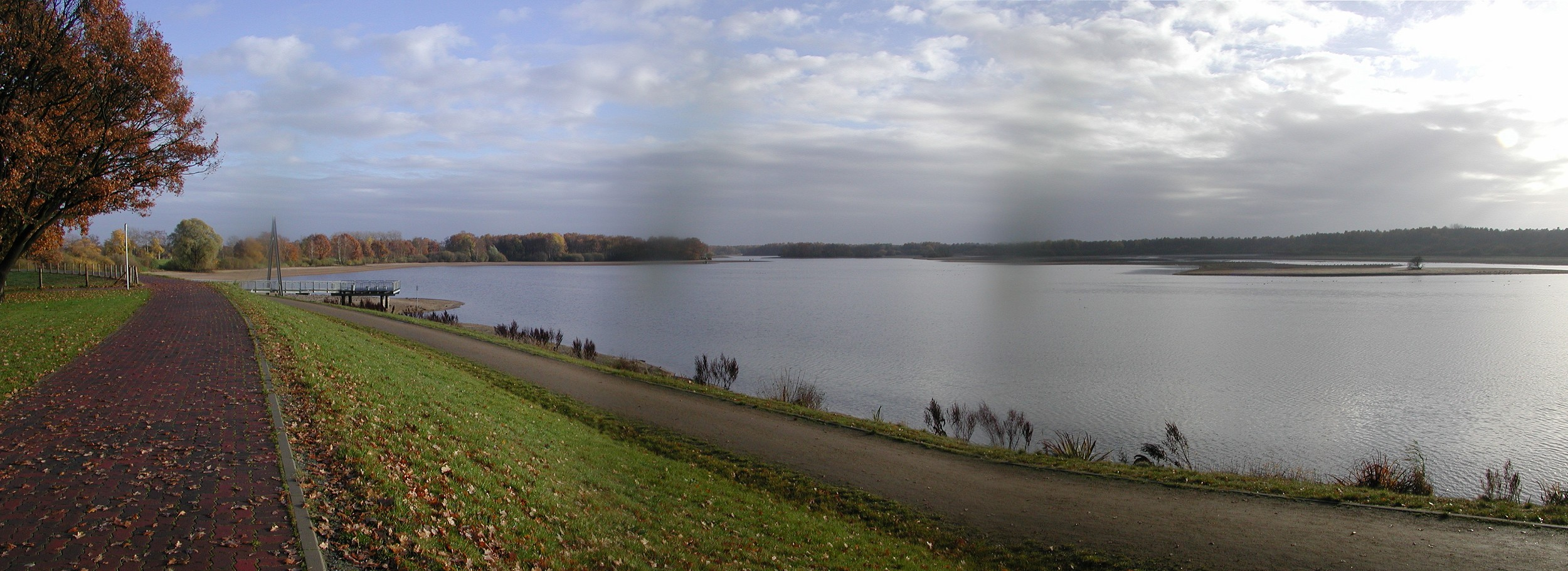
Utsikt över den drygt 3 km långa dammen vid Thülsfeld.

## Orter i Friesoythe kommun
- Ahrensdorf
- Altenoythe
- Edewechterdamm
- Augustendorf
- Ellerbrock
- Friesoythe
- Gehlenberg
- Heinfelde
- Kampe
- Kamperfehn
- Markhausen
- Mehrenkamp
- Neuscharrel
- Neuvrees
- Pehmertange
- Schlingshöhe
- Schwaneburg
- Schwaneburgermoor
- Thüle